# Viktor II.
Viktor II. (1018. – 1057.), papa od 1055. do 1057. godine.